# Zwitserse parlementsverkiezingen 1878
De Zwitserse parlementsverkiezingen van 1878 vonden plaats op 27 oktober 1878. Er werden 135 leden van de Nationale Raad verkozen, evenveel in vergelijking met de vorige verkiezingen in 1875. De linkse radicalen bleven bij deze verkiezingen de grootste formatie in de Nationale Raad met 57 van de 135 zetels, een daling in vergelijking met de vorige verkiezingen van 1875. De elfde legislatuur die hierop volgde ging van start op 2 december 1878 en duurde drie jaar.

## Verloop van de verkiezingen

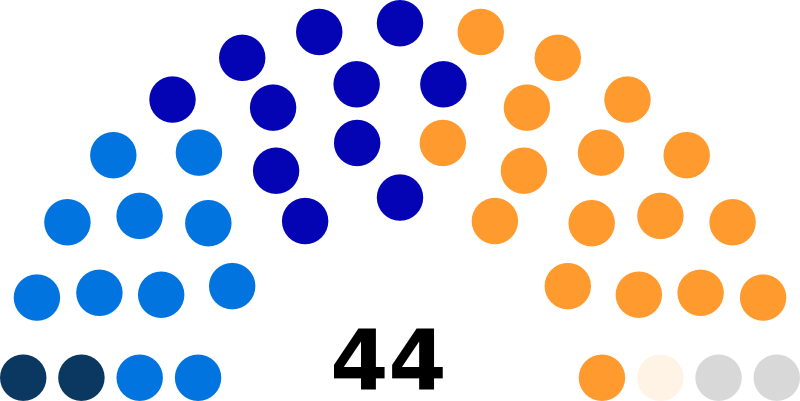
Zetelverdeling in de Kantonsraad.

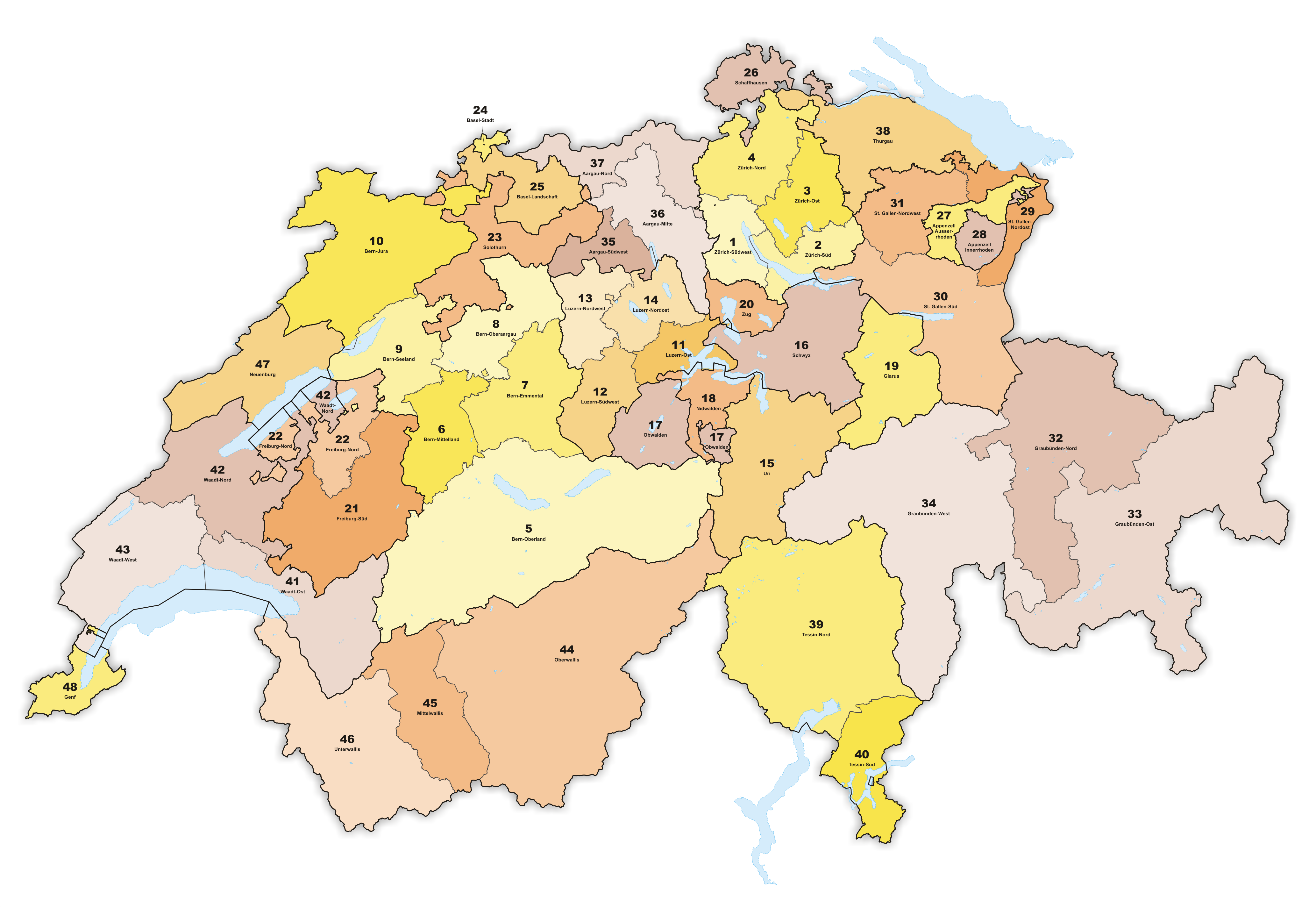
De 48 kiesdistricten zoals die golden voor de federale verkiezingen van 1872 tot en met die van 1878.

Bij deze verkiezingen werden tevens enkele leden van de Kantonsraad direct verkozen door de kiesgerechtigde bevolking. Dit gebeurde voor de eerste maal in de kantons Appenzell Ausserrhoden en Nidwalden (beide via de Landsgemeinde), en verder eveneens in de kantons Obwalden (eveneens via de Landsgemeinde), Solothurn, Thurgau en Zürich. In de overige kantons waren de verkiezingen voor de Kantonsraad nog steeds niet geregeld. De kantons hernieuwden vaak het mandaat van hun zittende Kantonsraadsleden, die op verscheidene data werden verkozen door de kantonnale parlementen.
De bankencrisis van mei 1873 en de daaropvolgende Grote Depressie hadden een grote impact op de industriële sector in Zwitserland, in het bijzonder op de horloge-sector en de textielsector, maar eveneens de landbouw. Daarenboven kregen ook verschillende private spoorwegbedrijven financiële moeilijkheden. Het faillissement van spoorwegmaatschappij Schweizerische Nationalbahn (SNB) in 1877, de gedwongen verkoop van de spoorlijn Bern-Luzern en ook het geplande referendum op 19 januari 1879 over de federale financiering van de spoorlijn Immensee - Chiasso hadden hun impact op de verkiezingscampagne. Ook de toenemende staatsschuld van het federale niveau had een impact op de campagne, daar in verschillende kantons referenda over de staatsfinanciën plaatsvonden. De liberaal-radicalen, die voorstanders waren van het moderne kapitalisme en een vrije economie werden door de kiezers afgestraft, maar bleven evenwel de grootste politieke kracht van het land. De Grütlivereniging (Grütliverein) kwam samen met socialistische bewegingen op met eenheidslijsten, maar behaalde slechts 0,2% van de stemmen.
Net zoals bij de vorige verkiezingen sinds die van 1848, bleven ook nu linkse radicalen voor de elfde verkiezingen op rij de grootste met 57 zetels (daling met zes zetels) en 34,8% van de stemmen voor de Nationale Raad. In het naburige Duitse Keizerrijk daarentegen waren de verliezen van de liberalen bij de Rijksdagverkiezingen van 1878 nog vele groter. De radicalen (liberalen in Zwitserland) kenden echter een betere structurele organisatie, waardoor hun verlies beperkter bleef. De conservatieve katholieken, die weerom opkwamen als de Zwitserse Conservatieve Vereniging, gingen er opnieuw op vooruit en behaalde 37 zetels (stijging van vier zetels) en 26,3% van de stemmen. Het waren echter de gematigde liberalen die er het meeste op vooruit gingen. Ze behaalden 26 zetels (stijging met vier zetels) en 23,2 % van de stemmen.
Van de 634.080 stemgerechtigde mannen van 20 jaar en ouder namen 360.542 personen deel aan de verkiezingen, wat een opkomst betekende van 56,9%, een daling van 2,2% ten opzichte van de vorige verkiezingen.
De hoogste opkomst werd genoteerd in het kanton Schaffhausen, waar door de opkomstplicht in dit kanton 95,1% van de kiezers een stem uitbracht. Dit is een forse stijging ten opzichte van de vorige verkiezingen, toen ondanks een opkomstplicht nog slechts 73,7% van de kiezers ging stemmen. In Schwyz nam slechts 26,7% van de kiezers deel aan de verkiezingen, de laagste procentuele opkomst in deze verkiezingen.
Opnieuw was het kanton Sankt Gallen het enige kanton waarin alle grote politieke strekkingen verkozenen hadden.

## Resultaat
| Strekking/partij | Strekking/partij                   | Ideologie                                          | Zetels Nationale Raad | Zetels Kantonsraad |
| ---------------- | ---------------------------------- | -------------------------------------------------- | --------------------- | ------------------ |
|                  | linkse radicalen                   | radicalen, radicaal-democraten, centrumlinks       | 57                    | 11                 |
|                  | Zwitserse Conservatieve Vereniging | conservatieve katholieken, rechts                  | 37                    | 17                 |
|                  | gematigde liberalen                | liberalen, gematigden, liberaaldemocraten, centrum | 26                    | 11                 |
|                  | Democratische Partij               | links                                              | 10                    | 2                  |
|                  | evangelisch rechts                 | conservatieve protestanten, rechts                 | 5                     | 0                  |
|                  | onafhankelijken                    | onafhankelijk                                      | 0                     | 2                  |
|                  | vacant                             | vacant                                             | 0                     | 1                  |